# 台蒙関係

色がついている場所は、1953年以降に中華民国が領土主張をした地域。モンゴル（濃いオレンジ色）については、2002年に中華民国は独立国として認めた。

台蒙関係（たいもうかんけい）とは、中華民国（台湾）とモンゴル国（蒙古）との間の二国間関係のことである。
中華民国（北京政府・国民政府）は1945年までモンゴルの独立を認めておらず、双方とも1946年から1949年の間に外交官を交換していない。1949年の国共内戦の終結後、モンゴルは中華人民共和国を「中国の唯一の合法政府」として認めた。2002年、中華民国（台湾政府）はモンゴルを独立国として認め、両国間の非公式な国家関係が開始された。
両国の間には正式な外交関係がないため、双方に事実上の大使館として機能する「貿易経済代表処」が置かれている。ウランバートルに台湾の事務所（駐ウランバートル台北貿易経済代表処）があり、台北にモンゴルの事務所（駐台北ウランバートル貿易経済代表処）がある。

## 歴史

### 1949年以前
歴史の中で、モンゴルと中国は何度も戦争してきた。万里の長城は、モンゴルや中央アジアからの中国への侵攻を防ぐために建設された。クビライ率いるモンゴル人が中国の大半を征服して元朝を成立させた。後に中国の清朝がモンゴルに侵攻し、支配下とした。
1911年の辛亥革命に伴い、外蒙古は大モンゴル国として独立を宣言した。1912年に清朝は滅亡し、中華民国が成立。内蒙古の人々の多くがモンゴルの新国家に服従しようとしたが、中華民国はこの地域の支配権を保持した。1919年に北京政府の将軍徐樹錚がモンゴルに侵攻して自治権を返上させ、再び中国がモンゴルの支配権を取り戻した。モンゴルは独立を取り戻すために、ソビエト・ロシアに支援を求めた。1921年、中華民国軍は白軍とともに、ソビエトの赤軍と親ソビエトのモンゴル軍によって追放された。1924年、モンゴル人民共和国が成立した。

1947年の中華民国と外蒙古の地図

1945年の中ソ友好同盟条約締結を受け、国民政府（蒋介石政権）は国民投票によるモンゴルの独立を認めることになった。そして同年に実施された外モンゴル独立公民投票の結果を受け、1946年1月5日に国民政府はモンゴル主権との独立を承認した。ただし、ホフド・新疆での国境紛争により、国交の成立は1949年にまで遅れた。

### 1949年以降
1949年、国共内戦で中国共産党に敗れた中華民国政府は台湾に撤退した。その3年後の1952年、中華民国政府はソ連を中ソ友好同盟条約違反であると非難し、翌年の1953年に立法院が同条約の破棄を決定した。この際に、モンゴル人民共和国に対する独立の承認も撤回したと解釈された。
中華民国は1971年のアルバニア決議まで国連において中国を代表し、常任理事国としての立場を利用して、1950年代を通じてモンゴル人民共和国の国連加盟を阻止した。中華民国が国連に加盟している間に拒否権を行使したのは、1955年にモンゴルの加盟に反対したことのみだった。それに対しソ連は、モンゴルが国連に加盟しない限り、新たに独立したアフリカ諸国の加盟を阻止すると発表した。この圧力に直面した中華民国は、1960年に抗議を上げつつ屈服した。

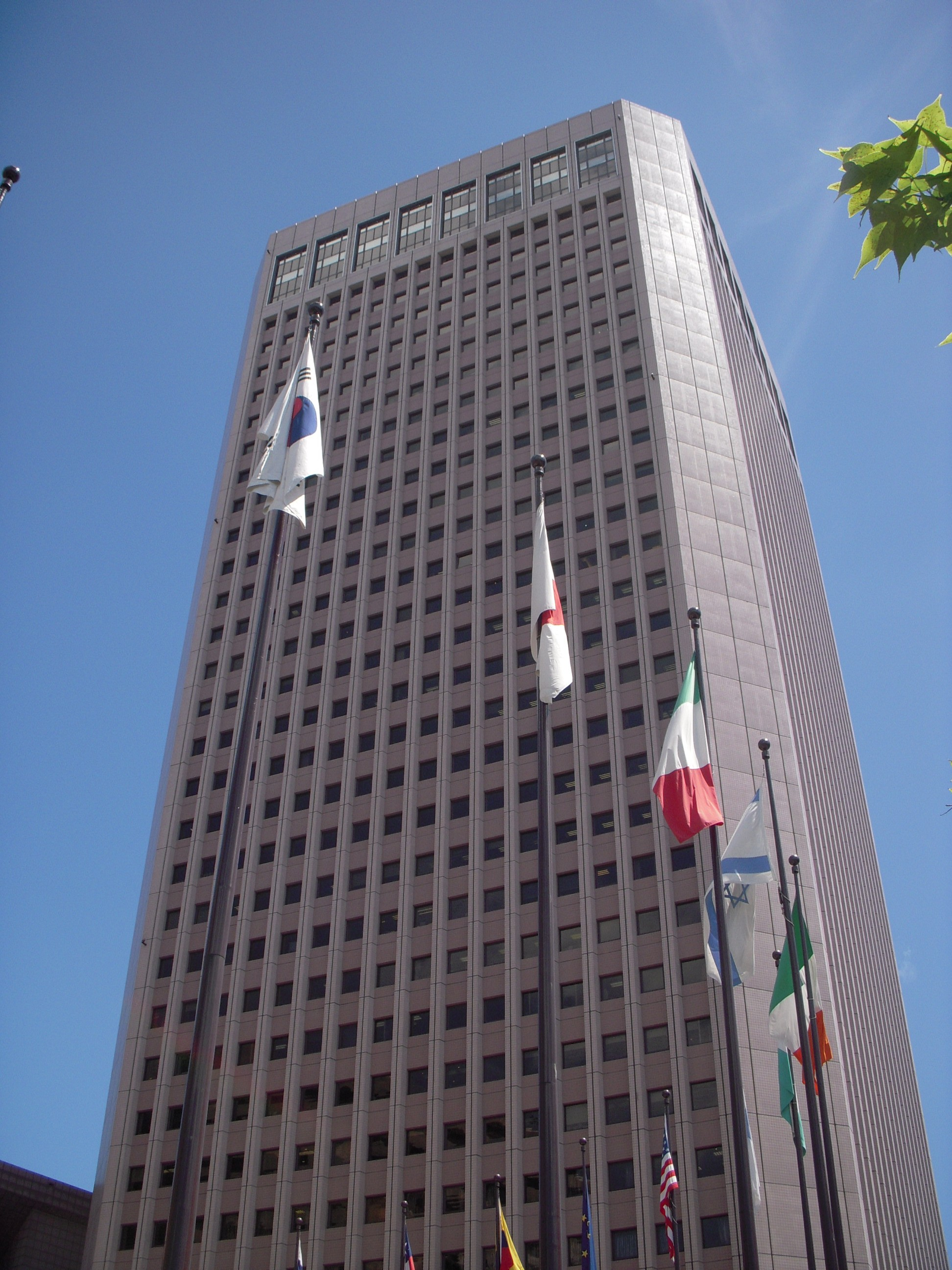
駐台北ウランバートル貿易経済代表処が入居する、台北世界貿易センター国際貿易ビル

1993年4月12日、立法院は外蒙古が中華民国の領土に含まれていないことを考慮して、中華民国の国境をどうするかについての憲法解釈を問うた。その一方1993年11月26日、司法院は、憲法上の領土は司法審査の範囲を超えていると回答し、モンゴルを中華民国の憲法上の領土とみなすべきかどうかの問題を回避した。
モンゴルが最初の独立宣言をしてから91年後の2002年に両国の関係が変わった。当時、中華民国はまだモンゴルを独立国として認めておらず、中華民国の公式の地図には（中華人民共和国支配地域とともに）モンゴルが自国の領土として描かれていた。民進党の陳水扁政権下の行政院が、モンゴル人の台湾渡航には、入国許可ではなく他の外国人と同様にビザの取得を求めると発表したが、国民党が多数を占める立法院は、モンゴルに何の相談もしていなかったとして、この決定の実施を批判した。その後、両政府の代表者は互いの首都に事務所を開設することで合意し、同年9月にはウランバートルに中華民国の事実上の大使館である台北貿易経済代表処が開設された。中華民国内政部（内務省）は中華民国領土の公式地図にモンゴル領を自国領土として記載しないことを決定し、2002年10月3日、外交部（外務省）は中華民国がモンゴルを独立国として認めると発表した。2002年現在、中華民国政府はモンゴルを独立国として認め、中華民国の公式地図からモンゴルを除外し、台湾を訪れるモンゴル人にはパスポートの作成を義務づけている。外交部のウェブサイトにもモンゴル国の「國情簡介」ページが掲載された。
2006年には、外蒙古の旗や僧院の設立を規制する法律が廃止された。しかし、中華民国の公式の国境から外蒙古を除外する変更のために必要な、2005年以前の憲法で義務付けられている国民大会での投票や、2005年の改正後の中華民国憲法で義務付けられている国民投票は実施されていない。
中国国民党の馬英九政権下の2012年には、行政院大陸委員会が、1946年に中華民国憲法を制定した時点でモンゴルの独立を既に認めており、憲法第4条で中華民国の領土とされる「固有の領域」にモンゴルは含まれないとの見解を発表した。

## 教育
2019年現在、台湾には約1,400人のモンゴル人留学生がいる。

## 貿易
2017年、台湾とモンゴルの二国間貿易は4,484万米ドルだった。